# Recuerdos de la Alhambra
Recuerdos de la Alhambra (Ký ức về Alhambra) là một tác phẩm guitar cổ điển được nhà soạn nhạc và guitarist người Tây Ban Nha Francisco Tárrega sáng tác vào năm 1896 tại Granada. Nó đòi hỏi kỹ thuật tremolo và thường được thực hiện bởi những người chơi guitar trình độ cao.
Alhambra là một quần thể cung điện và pháo đài ở Granada, Tây Ban Nha.